# Державні нагороди Російської Федерації
Державні нагороди Російської Федерації — згідно з чинним Положенням про державні нагороди Російської Федерації, є вищою формою заохочення громадян Російської Федерації за заслуги в галузі державного будівництва, економіки, науки, культури, мистецтва та освіти, у зміцненні законності, охорони здоров'я і життя, захисту прав і свобод громадян, вихованні, розвитку спорту, за значний внесок у справу захисту Вітчизни і забезпечення безпеки держави, за активну благодійну діяльність та інші заслуги перед державою.
Державних нагород можуть бути удостоєні іноземні громадяни та особи без громадянства.
Державних нагород можуть бути також удостоєні військові частини, з'єднання, об'єднання Збройних Сил Російської Федерації, інших військ, військових формувань і органів «за подвиги і звитягу в боях з захисту Вітчизни і відновленні міжнародного миру, а також в контртерористичних операціях».
У державну нагородну систему Російської Федерації входять:
1. вищі звання Російської Федерації;
2. ордени Російської Федерації;
3. відзнака ордена Святого Георгія;
4. медалі Російської Федерації;
5. почесний знак Російської Федерації;
6. відзнаки Російської Федерації;
7. почесні звання Російської Федерації.

Діюча система державних нагород Російської Федерації встановлена Указом Президента Росії від 7 вересня 2010 р. № 1099 зі змінами, що внесені Указами від 16 грудня 2011 р. № 1631, 16 березня 2012 року № 308, 12 квітня 2012 року № 433, 3 травня 2012 року № 573, 24 жовтня 2012 року № 1436, 14 січня 2013 року № 20, 29 березня 2013 року № 294 «Про встановлення звання Героя Праці Російської Федерації», 26 червня 2013 року № 582 «Про встановлення почесного звання „Заслужений працівник слідчих органів Російської Федерації“», 1 липня 2014 року № 483, 25 липня 2014 року № 529, 22 грудня 2014 року № 801, 16 березня 2015 року № 133 «Про заснування медалі „За заслуги в освоєнні атомної енергії“ та встановлення почесного звання „Заслужений працівник атомної промисловості Російської Федерації“», 30 грудня 2015 року № 674 «Про встановлення почесного звання Російської Федерації „Заслужений працівник міграційної служби Російської Федерації“» та подальшими.

## Вищі звання Героя Російської Федерації
- Герой Російської Федерації — звання, що надається за заслуги перед державою і народом, пов'язані із здійсненням героїчного подвигу. Герою Російської Федерації вручається знак особливої відзнаки — медаль «Золота Зірка».
- Герой Праці Російської Федерації — звання, що надається громадянам Російської Федерації за особливі трудові заслуги перед державою і народом, пов'язані з досягненням визначних результатів у державній, громадській та господарській діяльності, спрямованої на забезпечення благополуччя і процвітання Росії. Герою Праці Російської Федерації вручається знак особливої відзнаки — золота медаль «Герой Праці Російської Федерації».
- звання «Мати-героїня» — вищий ступінь відзнаки для жінок, що народили та виховали десять та більше дітей. Матері-героїні вручається знак особливої відзнаки — орден «Мати-героїня».

## Ордени Російської Федерації
- Орден Святого апостола Андрія Первозваного
- Орден Святого Георгія
- Орден «За заслуги перед Вітчизною»
- Орден Святої великомучениці Катерини
- Орден Гагаріна
- Орден «За доблесну працю»
- Орден Олександра Невського
- Орден Суворова
- Орден Ушакова
- Орден Жукова
- Орден Кутузова
- Орден Нахімова
- Орден Мужності
- Орден «За військові заслуги»
- Орден «За морські заслуги»
- Орден Пирогова
- Орден «За заслуги в культурі та мистецтві»
- Орден Пошани
- Орден Дружби
- Орден «Батьківська слава»

## Відзнака ордена Святого Георгія
- Відзнака — Георгіївський Хрест

## Медалі Російської Федерації
- Медаль ордена «За заслуги перед Вітчизною»
- Медаль «За відвагу»
- Медаль «За хоробрість»
- Медаль Суворова
- Медаль Ушакова
- Медаль Жукова
- Медаль Нестерова
- Медаль Пушкіна
- Медаль «Захиснику вільної Росії»
- Медаль «За відзнаку в охороні громадського порядку»
- Медаль «За відзнаку в охороні державного кордону»
- Медаль «За відвагу на пожежі»
- Медаль «За порятунок гинучих»
- Медаль Луки Кримського
- Медаль «За труди в культурі та мистецтві»
- Медаль «За труди по сільському господарству»
- Медаль «За розвиток залізниць»
- Медаль «За заслуги в освоєнні атомної енергії»
- Медаль «За заслуги в освоєнні космосу»
- Медаль «За розвиток Сибіру та Далекого Сходу»
- Медаль ордена «Батьківська слава»

## Почесний знак
- Почесний знак Російської Федерації «За успіхи в праці»

## Відзнаки Російської Федерації
- Відзнака «За благодіяння»
- Відзнака «За наставництво»
- Відзнака «За бездоганну службу»

## Почесні звання Російської Федерації
- «Льотчик-космонавт Російської Федерації»
- «Народний артист Російської Федерації»
- «Народний архітектор Російської Федерації»
- «Народний вчитель Російської Федерації»
- «Народний художник Російської Федерації»
- «Заслужений артист Російської Федерації»
- «Заслужений архітектор Російської Федерації»
- «Заслужений будівельник Російської Федерації»
- «Заслужений ветеринарний лікар Російської Федерації»
- «Заслужений винахідник Російської Федерації»
- «Заслужений військовий льотчик Російської Федерації»
- «Заслужений військовий спеціаліст Російської Федерації»
- «Заслужений військовий штурман Російської Федерації»
- «Заслужений вчитель Російської Федерації»
- «Заслужений географ Російської Федерації»
- «Заслужений геолог Російської Федерації»
- «Заслужений діяч мистецтв Російської Федерації»
- «Заслужений діяч науки Російської Федерації»
- «Заслужений еколог Російської Федерації»
- «Заслужений економіст Російської Федерації»
- «Заслужений енергетик Російської Федерації»
- «Заслужений журналіст Російської Федерації»
- «Заслужений землевпорядник Російської Федерації»
- «Заслужений конструктор Російської Федерації»
- «Заслужений лікар Російської Федерації»
- «Заслужений лісівник Російської Федерації»
- «Заслужений льотчик-випробувач Російської Федерації»
- «Заслужений майстер виробничого навчання Російської Федерації»
- «Заслужений машинобудівник Російської Федерації»
- «Заслужений металург Російської Федерації»
- «Заслужений метеоролог Російської Федерації»
- «Заслужений митник Російської Федерації»
- «Заслужений пілот Російської Федерації»
- «Заслужений працівник атомної промисловості Російської Федерації»
- «Заслужений працівник виборчої системи Російської Федерації»
- «Заслужений працівник вищої школи Російської Федерації»
- «Заслужений працівник геодезії і картографії Російської Федерації»
- «Заслужений працівник дипломатичної служби Російської Федерації»
- «Заслужений працівник житлово-комунального господарства Російської Федерації»
- «Заслужений працівник зв'язку та інформації Російської Федерації»
- «Заслужений працівник кримінально-виконавчої системи Російської Федерації»
- «Заслужений працівник культури Російської Федерації»
- «Заслужений працівник лісової промисловості Російської Федерації»
- «Заслужений працівник місцевого самоврядування Російської Федерації»
- «Заслужений працівник нафтової та газової промисловості Російської Федерації»
- «Заслужений працівник оборонно-промислового комплексу Російської Федерації»
- «Заслужений працівник органів безпеки Російської Федерації»
- «Заслужений працівник органів внутрішніх справ Російської Федерації»
- «Заслужений працівник органів державної охорони Російської Федерації»
- «Заслужений працівник органів зовнішньої розвідки Російської Федерації»
- «Заслужений працівник охорони здоров'я Російської Федерації»
- «Заслужений працівник пожежної охорони Російської Федерації»
- «Заслужений працівник прокуратури Російської Федерації»
- «Заслужений працівник ракетно-космічної промисловості Російської Федерації»
- «Заслужений працівник рибного господарства Російської Федерації»
- «Заслужений працівник сільського господарства Російської Федерації»
- «Заслужений працівник слідчих органів Російської Федерації»
- «Заслужений працівник соціального захисту населення Російської Федерації»
- «Заслужений працівник текстильної та легкої промисловості Російської Федерації»
- «Заслужений працівник транспорту Російської Федерації»
- «Заслужений працівник фізичної культури Російської Федерації»
- «Заслужений працівник харчової індустрії Російської Федерації»
- «Заслужений рятівник Російської Федерації»
- «Заслужений судовий пристав Російської Федерації»
- «Заслужений хімік Російської Федерації»
- «Заслужений художник Російської Федерації»
- «Заслужений шахтар Російської Федерації»
- «Заслужений штурман Російської Федерації»
- «Заслужений штурман-випробувач Російської Федерації»
- «Заслужений юрист Російської Федерації»

## Нагороди, що входили до попередніх систем державних нагород
До 7 вересня 2010 року діяла система державних нагород Російської Федерації, встановлена Указом Президента Росії від 2 березня 1994 року (з подальшими змінами та доповненнями). Ряд державних нагород того періоду не увійшов до діючої системи:
- Ювілейна медаль «50 років Перемоги у Великій Вітчизняній війні 1941—1945 рр.»
- Ювілейна медаль «60 років Перемоги у Великій Вітчизняній війні 1941—1945 рр.»
- Ювілейна медаль «65 років Перемоги у Великій Вітчизняній війні 1941—1945 рр.»
- Ювілейна медаль «300 років Російському флоту»
- Медаль «У пам'ять 850-річчя Москви»
- Ювілейна медаль «100 років Транссибірської магістралі»
- Медаль «За заслуги у проведенні Всеросійського перепису населення»
- Медаль «У пам'ять 300-річчя Санкт-Петербурга»
- Медаль «У пам'ять 1000-річчя Казані»
- Почесні звання «Заслужений агроном Російської Федерації», «Заслужений зоотехнік Російської Федерації», «Заслужений меліоратор Російської Федерації», «Заслужений метролог Російської Федерації», «Заслужений механізатор сільського господарства Російської Федерації», «Заслужений працівник побутового обслуговування населення Російської Федерації», «Заслужений працівник торгівлі Російської Федерації», «Заслужений прикордонник Російської Федерації», «Заслужений раціоналізатор Російської Федерації».
- «Заслужений працівник міграційної служби Російської Федерації» — входило до системи нагород у 2015—2019 роках.
- «Заслужений працівник зв'язку Російської Федерації» — входило до системи нагород у 1995—2018 роках.
- «Заслужений працівник органів наркоконтролю Російської Федерації» — входило до системи нагород у 2010—2018 роках.

У 1992–1994 роках також діяли нагороди з нагородної системи СРСР (з незначними змінами дизайну), що не увійшли до подальших систем державних нагород:
- Орден Дружби народів
- Орден «За особисту мужність»
- Медаль Нахімова
- Медаль «За відзнаку у військовій службі»
- Медаль «За порятунок потопаючих»
- Медаль «За відвагу на пожежі»